# Alcyon (mythologie)
Pour les articles homonymes, voir Alcyon.
L’alcyon est un oiseau fabuleux qui, d'après une légende grecque, devait sa naissance à la métamorphose d'Alcyone. Il était dédié à la Néréide Thétis.

## Étymologie
Le nom alcyon provient du grec ancien ἀλκυών (alkyṓn) désignant le Martin-pêcheur d'Europe (Alcedo atthis ispida L.),, par l'intermédiaire du latin alcyon ; l'origine de ce mot grec reste spéculative.

## Description
Le nid de l'Alcyon est un thème mythologique fameux dans la littérature grecque antique, décrit par Aristote, Plutarque et Élien, avec de nombreuses variations. On croyait que l'alcyon faisait son nid sur les flots de la mer, et qu'il couvait ses œufs pendant sept jours, nommés « jours alcyoniens », après le solstice d'hiver, période de calme continu que Zeus lui avait accordé, apitoyé devant ses nids sans cesse détruits par le vent et les vagues. Ses plumes étaient considérées comme des ingrédients dans des philtres d'amour, et on prétendait qu'il fallait conserver son cadavre près des vêtements pour épargner à ceux-ci les outrages des vers.
Cet oiseau a été identifié avec le martin-pêcheur, la mouette, le pétrel, le goéland, le cygne. Il apparaît brièvement dans le Catalogue des femmes.

## Héraldique

En héraldique, l'alcyon reprend la figure héraldique du cygne et est représenté dans son nid, voguant sur les flots.

L'alcyon est figuré dans ses plus anciennes représentations héraldiques comme un martin-pêcheur dans son nid, donc comme un oiseau de taille moyenne, au bec pointu. L'apparence de l'alcyon s'est ensuite modifiée puisque ses représentations plus tardives en font une « sorte de cygne, représenté dans son nid et voguant sur les flots ».